# 花葶驴蹄草
花葶驴蹄草（学名：Caltha scaposa）为毛茛科驴蹄草属下的一个种。

## 扩展阅读
維基物種上的相關：花葶驴蹄草